# Lista de episódios de Naruto (7.ª temporada)
Esta é uma lista de episódios da sétima temporada de Naruto. Foi exibida entre 2005 e 2006, compreende do episódio 154 ao 178.
| # | Título | Estreia                 |
| --- | --- | ----------------------- |
| 154 | "O Inimigo do Byakugan" 白眼の天敵 (Byakugan no Tenteki)" | 5 de Outubro de 2005    |
| (Filler) O inimigo conversa com uma pessoa sob uma capa, que mostra duas luzes vermelhas, então dizendo que os quatro ninjas atacados não estão mortos. Neji descreve a localização de inimigos vistos pelo Byakugan a Naruto, Tenten e Lee, porém eles não encontram os inimigos. Lee ataca Raiga mesmo inconsciente. Raiga conversa com Ranmaru, a pessoa sob a capa. Neji percebe a voz de Ranmaru e ele é separado de Raiga, dentro de uma bolsa, por um golpe de Lee. Lee recobra a consciência, Naruto o protege. Naruto pergunta a Raiga, que é um dos sete espadachins da névoa se ele conhece Zabuza e Kisame, Raiga diz não gostar deles e ataca Naruto.Neji percebe que o garoto dentro da bolsa é o que consegue criar imagens falsas de chakra para o seu byakugan e diz a Naruto que pode usar o Kage Bunshin, pois os olhos de Raiga estavam ali. Naruto acerta um Rasengan em Raiga e os quatro ninjas de konoha falam com Ranmaru, que conta a sua história com Raiga e diz que não há mais sentido em viver se ele morreu. Naruto se recorda de Haku. A equipe prende Ranmaru em um galpão e segue para concluir a missão designada. | |                         |
| 155 | "As Sinistras Nuvens Negras" "忍び寄る暗雲 (Shinobi Yoru Anun)" | 12 de Outubro de 2005   |
| (Filler) | |                         |
| 156 | "O Contra-Ataque de Raiga" "逆襲の雷牙 (Gyakushū no Raiga)" | 19 de Outubro de 2005   |
| (Filler) | |                         |
| 157 | "Corra! O Curry da Vida" "走れ!!!生命のカレー (Hashire!!! Seimei no Karē)"                                                                                              | 26 de Outubro de 2005   |
| (Filler) | |                         |
| 158 | "Sigam-me! O Grande Desafio de Sobrevivência!" "みんなオレについて来い!汗と涙のタクラミ大サバイバル (Minna Ore ni Tsuite koi! Ase to Namida no Takurami dai Sabaibaru)" | 2 de Novembro de 2005   |
| (Filler) | |                         |
| 159 | "O Caçador de Recompensas do deserto" "敵か味方か!?荒野の賞金稼ぎ (Teki ka Mikata ka!? Kōya no Shōkinkasegi)"                                                           | 9 de Novembro de 2005   |
| (Filler) | |                         |
| 160 | "Caçar ou ser caçado? A Decisão no Templo O.K" "獲るか獲られるか!?オッケー寺の決斗 (Eru ka Erareru ka!? Okkē Tera no Kettō)"                                            | 16 de Novembro de 2005  |
| (Filler) | |                         |
| 161 | "O Aparecimento dos Estranhos Visitantes" "珍客見参 碧の野獣?猛獣?...珍獣?1 (Sankyaku Kenzan Ao no Yajū? Mōjū?... Sanjū?)"                                              | 23 de Novembro de 2005  |
| (Filler) | |                         |
| 162 | "O Guerreiro Maldito" "白き呪いの武者 (Shiroki Noroi Musha)" | 30 de Novembro de 2005  |
| (Filler) | |                         |
| 163 | "A Tática da Intenção" "策士·紅明の思惑 (Sakushi - Kōmei no Omowaku)"                                                                                                   | 7 de Dezembro de 2005   |
| (Filler) | |                         |
| 164 | "Tarde Demais para Ajudar" "遅すぎた助っ人 (Ososugita Suketto)" | 14 de Dezembro de 2005  |
| (Filler) | |                         |
| 165 | "A Morte de Naruto" ナルト死す (Naruto Shisu)" | 21 de Dezembro de 2005  |
| (Filler) | |                         |
| 166 | "Quando o Tempo Para" "止まったままの時間 (Todomatta Mama no Jikan)" | 4 de Janeiro de 2006    |
| (Filler) | |                         |
| 167 | "Quando as Garças Batem as Asas" "白鷺のはばたく時間 (Shirasagi no Habataku Jikan)"                                                                                     | 4 de Janeiro de 2006    |
| (Filler) | |                         |
| 168 | "Misturem, Amassem e Ferva! Cozinhe Panela de Cobre! Cozinhe!" "燃えろ寸胴!混ぜて伸ばして茹で上げろ! (Moero Zundō! Mazete Nobashite Yude Agero!)"                       | 18 de Janeiro de 2006   |
| (Filler) | |                         |
| 169 | "Lembranças: A Página perdida" "記憶 失われた頁 (Kioku Ushinawareta Peiji)"                                                                                             | 25 de Janeiro de 2006   |
| (Filler) | |                         |
| 170 | "A Porta Fechada" "衝撃 閉ざされた扉 (Shōgeki Tozasareta Doa)" | 1º de Fevereiro de 2006 |
| (Filler) | |                         |
| 171 | "Infiltração:movimente-se" "潜入 仕組まれた罠 (Sen'nyū Shikumareta Torappu)"                                                                                            | 8 de Fevereiro de 2006  |
| (Filler) | |                         |
| 172 | "Desespero: Um Coração Fraturado" "絶望 引き裂かれた心 (Zetsubō Hikisakareta Hāto)"                                                                                     | 15 de Fevereiro de 2006 |
| (Filler) | |                         |
| 173 | "Batalha no Mar: O Poder Liberado!" "海戦 解き放たれた力 (Kaisen Tokihanatareta Pawā)"                                                                                  | 22 de Fevereiro de 2006 |
| (Filler) | |                         |
| 174 | "Impossível! A Arte Ninja da Celebridade: Jutsu Estilo Dinheiro!" "ありえねーってばよ! セレブ忍法·金遁の術 (Arienēttebayo! Serebu Ninpō - Kinton no Jutsu)"             | 1º de Março de 2006     |
| (Filler) | |                         |
| 175 | "A Caça ao Tesouro Começa!" "ここ掘れワンワン! 埋蔵金を探せ (Koko Hore Wan Wan! Maizōkin o Sagase)"                                                                     | 8 de Março de 2006      |
| (Filler) | |                         |
| 176 | "Corra, esquive-se em zigue-zague! Caçar ou ser caçado!" "疾走, 迷走, ジグザグ走!追って追われて間違えて (Shissō, Meisō, Jiguzagu sō! Otte Owarete Machigaete)"          | 15 de Março de 2006     |
| (Filler) | |                         |
| 177 | "Por Favor, Senhor Carteiro!" "OH!?ぷりーず♥みすたーぽすとまん (OH!? Purīzu ♥ Misutā Posutoman)"                                                                        | 22 de Março de 2006     |
| (Filler) | |                         |
| 178 | "Encontro! O Menino com Nome de Estrela." "出会い 「星」の名を持つ少年 (Deai "Hoshi" no na o Motsu Shōnen)"                                                             | 29 de Março de 2006     |
| (Filler) | |                         |